# Cilla
| Оценки критиков | Оценки критиков |
| Источник        | Оценка          |
| --------------- | --------------- |
| Allmusic        | [ 1 ]           |

Cilla — дебютный студийный альбом британской певицы Силлы Блэк, выпущенный 25 января 1965 года на лейбле Parlophone Records. Альбом сумел достичь коммерческого успеха, добравшись до 5 места в UK Album Chart.

## Переиздания
В 2002 году альбом был переиздан в моно-версии на CD лейбле EMI Records вместе с альбомом Cilla Sings a Rainbow.
7 сентября 2009 года EMI Records выпустил специальное издание альбома, которое доступно только в формате цифрового скачивания. Данное переиздание включает в себя все оригинальные записи, ремастированные студией «Эбби-Роуд» с изначальных аудионосителей. Цифровой буклет переиздания, содержащий обложку альбома, трек-лист и редкие фотографии, доступен на сайте iTunes.

## Список композиций
Сторона 1
1. «Goin' Out of My Head[англ.]» (Тедди Рандаззо[англ.], Роберт Уэйнштейн)
2. «Every Little Bit Hurts[англ.]» (Эд Кобб[англ.])
3. «Baby It's You» (Берт Бакарак, Мак Дэвид[англ.], Барни Уильямс)
4. «Dancing in the Street» (Иви Джо Хантер[англ.], Уильям Стивенсон, Марвин Гэй)
5. «Come to Me» (Джордж Мартин, Бобби Уильямс[англ.])
6. «Ol' Man River» (Джером Керн, Оскар Хаммерстайн II)

Сторона 2
1. «One Little Voice (Uno Di Voi)» (Коппола, Изола, Шейпер)
2. «I’m Not Alone Anymore» (Клайв Вестлайк, Кенни Линч[англ.])
3. «Whatcha Gonna Do 'Bout It» (Дорис Трой[англ.], Грэгори Кэрролл)
4. «Love Letters» (Эдвард Хэйман[англ.], Виктор Янг)
5. «This Empty Place» (Дэвид Хэл, Берт Бакарак)
6. «You'd Be So Nice to Come Home To» (Коул Портер)

Бонус-треки на переиздании 2009 года
1. «A Shot of Rhythm and Blues» (Take 2) (Терри Томпсон) — 1:58
2. «You're My World[англ.] (Il Mio Mondo)» (Alternate Take) (Умберто Бинди[англ.], Джино Паоли, Карл Сигман) — 2:57
3. «(Love Is Like a) Heat Wave[англ.]» (Ламонт Дозье, Брайан Холланд, Эдвард Холланд мл.) — 2:08
4. «Some Things You Never Get Used To»  (Ван Маккой[англ.]) — 2:52

## Над альбомом работали
- Ведущий вокал: Силла Блэк
- Продюсер: Джордж Мартин
- Фотографии для обложки альбома: Роберт Уитакер

## Позиция в чартах
| Чарт (1965)     | Позиция |
| --------------- | ------- |
| UK Albums Chart | 5       |